# Circuit Paul Armagnac
Pour les articles homonymes, voir Armagnac et CPA.
Le circuit Paul Armagnac ou CPA, souvent appelé circuit de Nogaro, est un circuit automobile situé dans le département du Gers, sur les communes de Nogaro et Caupenne-d'Armagnac, et géré par la société d'économie mixte de Paul-Armagnac (SEMPA).

## Historique

### Les prémices
À l'initiative de Robert Castagnon et du pilote Paul Armagnac furent créées des épreuves sur routes ouvertes comme le Rallye de l'Armagnac créé en 1953, ainsi que l’Association Sportive Automobile de l’Armagnac. L'année suivante vit aussi la première course de motos se produire à Nogaro. Le rallye perdura jusqu'à se dérouler dans la ville de Nogaro. Le tracé empruntait les Allées du Colonel Parisot, la rue de la Gare et la rue de l'Estalens. Ces épreuves sur routes ouvertes posaient différents problèmes notamment en matière de sécurité, que ce soit pour les pilotes ou les spectateurs. Ils voulurent alors construire un circuit permanent, et les travaux débutèrent en 1959 à proximité de l'aérodrome de Nogaro. En effet, une parcelle n'était pas utilisée et l'aérodrome était à l'époque géré par le père de Paul Armagnac, Jean Armagnac,.

### Le tout premier circuit permanent français

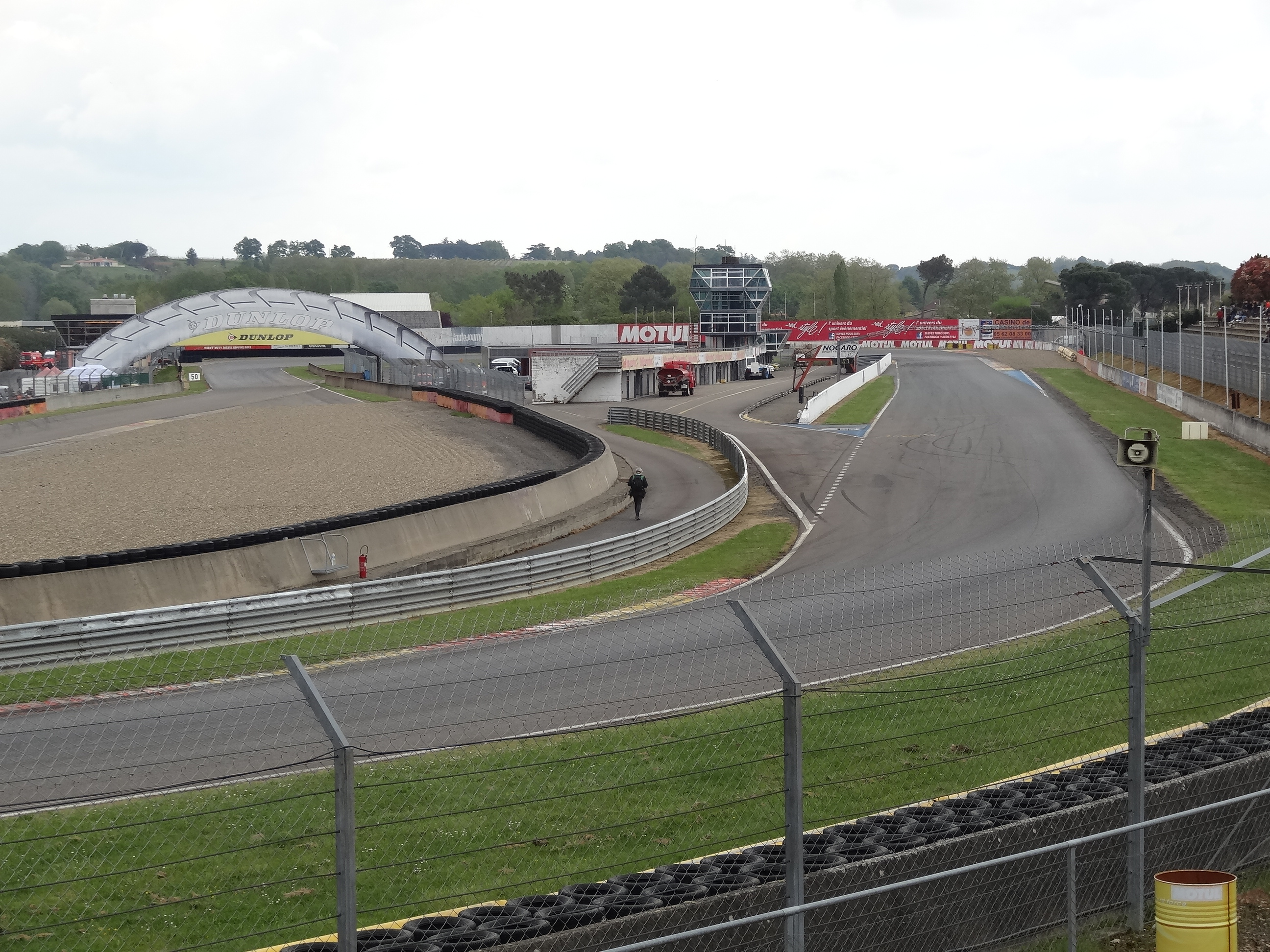
Les anciens stands.

Achevé en 1960 et inauguré le 3 octobre de cette même année, le circuit doit son nom au pilote gersois Paul Armagnac (dont le nom est étroitement associé à celui du constructeur DB), mort en course à Montlhéry en 1962 lors des 1 000 km de Paris. Le tracé s'inspire de celui de Sebring en Floride, néanmoins en plus petit. Il correspond à la partie sud du circuit actuel, dont le tracé a été peu modifié depuis. Le circuit Paul Armagnac fut ainsi le premier circuit automobile français permanent. Il mesurait lors de sa création 1 752 mètres de long sur 12 m de large, comptait neuf virages et proposait huit stands. La première épreuve disputée est le Grand Prix de Nogaro, remporté par Bruno Basini sur une Rainerie formule junior. Le chronométrage se faisait alors grâce à une machine agricole, et ce sont des traverses de chemin de fer qui protégeaient les spectateurs.

### Nouveau départ
Le circuit a connu par la suite de nombreux accidents parfois mortels, l'obligeant à se moderniser. L'ASA Armagnac Bigorre gérante du circuit ne pouvant pas envisager cet investissement, le circuit passe aux mains du département du Gers pour un franc symbolique. Ainsi, les réfections sont effectuées en 1968.
Cette année-là voit également la création des Coupes de Pâques, une compétition automobile se tenant chaque année en mars ou avril. Elles accueillent au fil des années des pilotes célèbres, comme Jean-Pierre Jaussaud, Alain Prost, Jean Alesi et Sébastien Loeb plus récemment.
En 1973, sa longueur est portée à 3 120 m et sa largeur à 9,50 m, il comporte 8 virages et le nombre de stands passe à 64. Est bâti également une tour de contrôle et un centre médical. Ces bâtiments constituent aujourd'hui les anciens stands, qui ne sont plus utilisés depuis 2007. Le circuit est alors peu ou prou le même qu'aujourd'hui, seule la partie nord du circuit diffère avec à l'époque une longue courbe à droite.
La Formule 2 fait alors étape sur le circuit, de 1975 à 1978. Toujours durant les années 1970, le circuit reçoit le championnat d'Espagne de vitesse sur circuit avec des voitures de tourisme.
Le Grand Prix de France moto se déroule sur le circuit de Nogaro en 1978 (avec quatre disciplines différentes : 125 cm3, 250 cm3, 350 cm3 et 500 cm3) ainsi qu'en 1982.

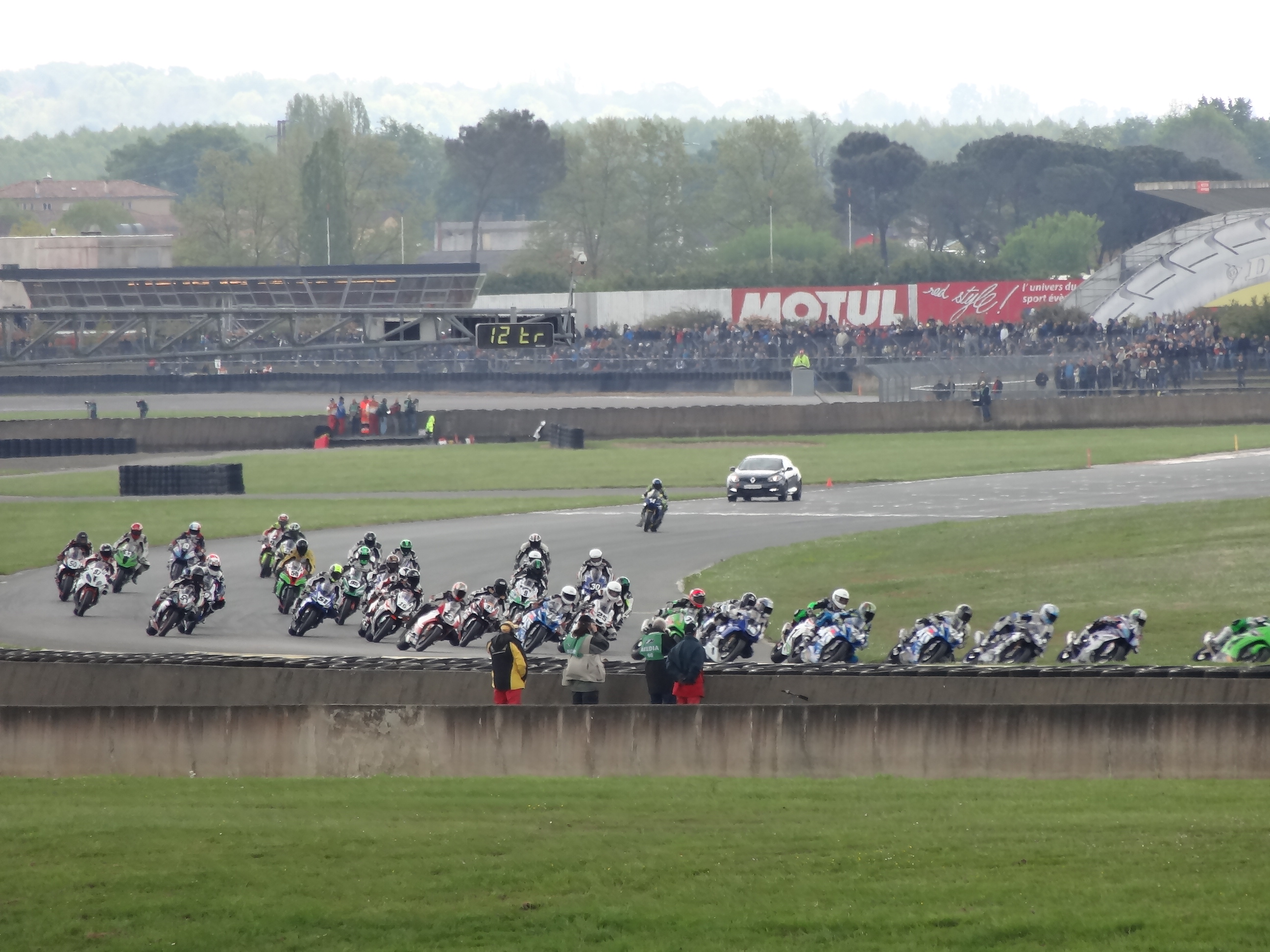
Championnat de France Superbike à Nogaro.

En avril 1981, le circuit accueille la toute première épreuve du Championnat de France Superbike, date à partir de laquelle il accueille cette compétition chaque année au printemps.
Le circuit de Nogaro accueille aussi le championnat d'Europe FIA des voitures de tourisme de 1985 à 1988.
En 1987, la piste est élargie à 12 m de large.

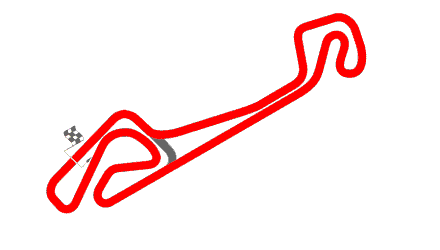
Le tracé de 1989 à 2007.

En 1989, le circuit est rallongé et passe à 3 636 mètres, une longueur inchangée depuis. Un an plus tard, la Formule 3000 fait étape à Nogaro, et y reviendra les quatre années suivantes.
En 1991 est créée la société d'économie mixte de Paul-Armagnac (SEMPA) qui gère encore aujourd'hui le circuit avec le département du Gers.
Le circuit accueille pour la première fois en 1994 une compétition de camion avec le Grand Prix Camion, et ce sous l'impulsion d'André Divies, patron du circuit à l'époque, et de Fabien Calvet, pilote toulousain du Championnat d'Europe de la spécialité. L'épreuve se déroule chaque année en juin. De 1996 à 2016, il est intégré au Championnat d'Europe de courses de camions.
C'est également à partir des années 90 que le grand tourisme se rend à Nogaro, avec tout d'abord le Championnat BPR en 1995 et 1996, comprenant le Grand Prix de Nogaro sur une durée de 4 heures, ainsi que le SuperSport Trophy le 8 octobre 1995.
Il accueille plusieurs fois la Formule 1 pour des essais, comme en 2000 avec l'écurie Williams. La période des essais s'établissait généralement avant le Grand Prix de Monaco, car le tracé nogarolien offre un développement sinueux adéquat en vue de tests pour des courses urbaines.
En 2002, la piste est munie d'un nouveau revêtement.

### Déplacement des stands et période récente

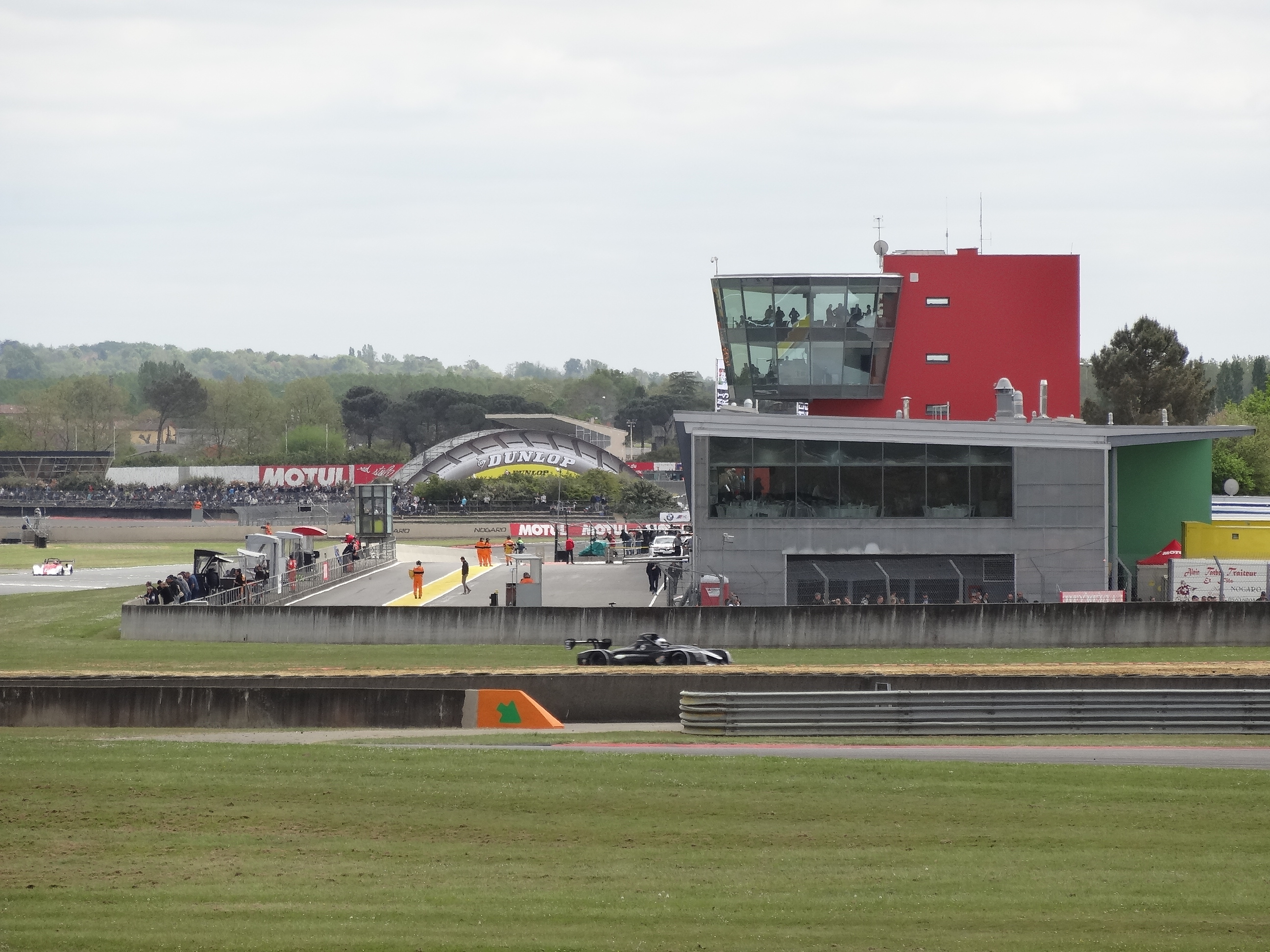
Les nouveaux stands.

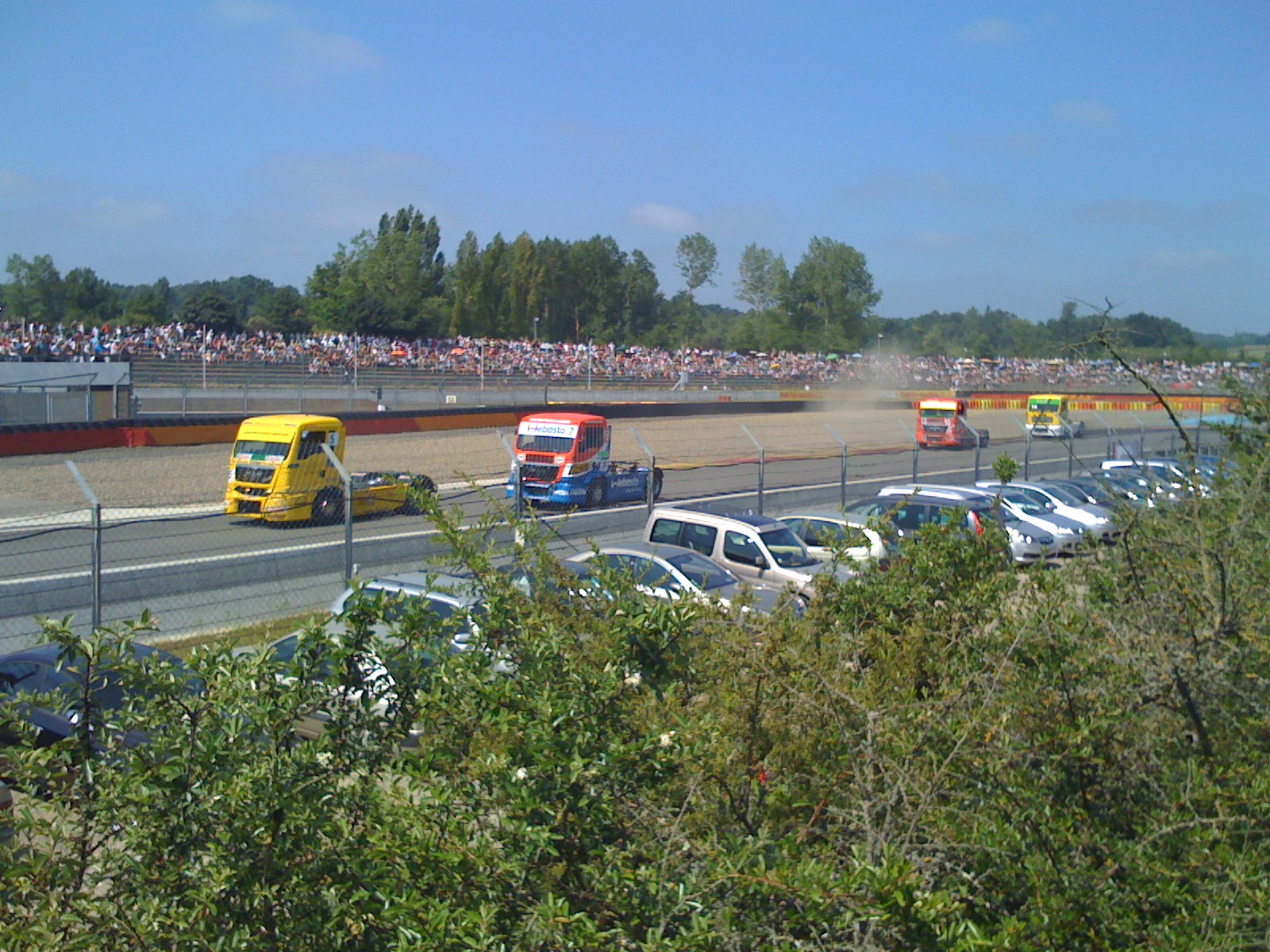
Grand Prix Camion en 2008.

En 2007, la ligne de départ est déplacée. Elle se situe désormais après le « S du lac », du fait de la construction d'un nouveau bâtiment des stands et d'une nouvelle tour de contrôle.
C'est durant cette même année que le circuit Paul Armagnac accueille pour la première fois le Championnat FIA GT dans le cadre du Grand Prix de Nogaro avec la Formule 3 Euroseries en support ; le championnat revient en 2008. En 2008 aussi, le championnat d'Europe FIA GT3 vient également disputer à Nogaro les 9e et 10e manches de sa saison.
De 2000 jusqu'en 2008,, le circuit accueille l’Éco-marathon Shell, compétition qui a pour but de parcourir la plus grande distance avec un litre d'essence. Le record signé par l'équipe française du lycée Saint-Joseph La Joliverie de Nantes date de 2005 avec 3 800 km parcourus. Il accueillera par la suite de 2009 à 2012 le Challenge EducEco, en remplacement de l’Éco-marathon Shell.
Le circuit a également accueilli la Formule 3 Euro Series lors du championnat 2007. Romain Grosjean, parti en pole position, remporte l'épreuve ainsi que le championnat à la fin de l'année.
Le circuit voit en 2012 la venue du championnat du monde FIA GT1 dans le cadre des Coupes de Pâques.
Le quintuple champion du monde d'endurance moto Anthony Delhalle y trouve la mort le 9 mars 2017 après une chute sur la tête survenue lors d'essais privés. Le dernier accident mortel datait de 2010 ; au total, il y a eu depuis la création du circuit moins de dix décès sur le tracé nogarolien. Un mois plus tard a lieu la cinquantième édition des Coupes de Pâques avec notamment les championnats de France FFSA GT et de Formule 4.
En 2022, l'Éco-marathon Shell fait son retour à Nogaro.
L'année 2023 sera marquée par le retour d'un événement d'envergure mondiale sur le site, mais il n'est ni automobile ni motocycliste puisqu'il s'agit du Tour de France cycliste, le circuit accueillant l'arrivée de la 4e étape du Tour de France 2023 disputée le 4 juillet au départ de Dax.
Actuellement, le circuit mesure 3 636 mètres de long sur 14 m de large, et compte 26 stands qui s'étendent sur 10 000 m2. Il accueille environ 200 000 visiteurs par an, ce qui en fait le 3e circuit de France de par sa fréquentation avec des compétitions de natures diverses et variées comme du grand tourisme, des camions, des motos, des monoplaces…, pour 311 jours d'utilisation par an.

## Description du tracé

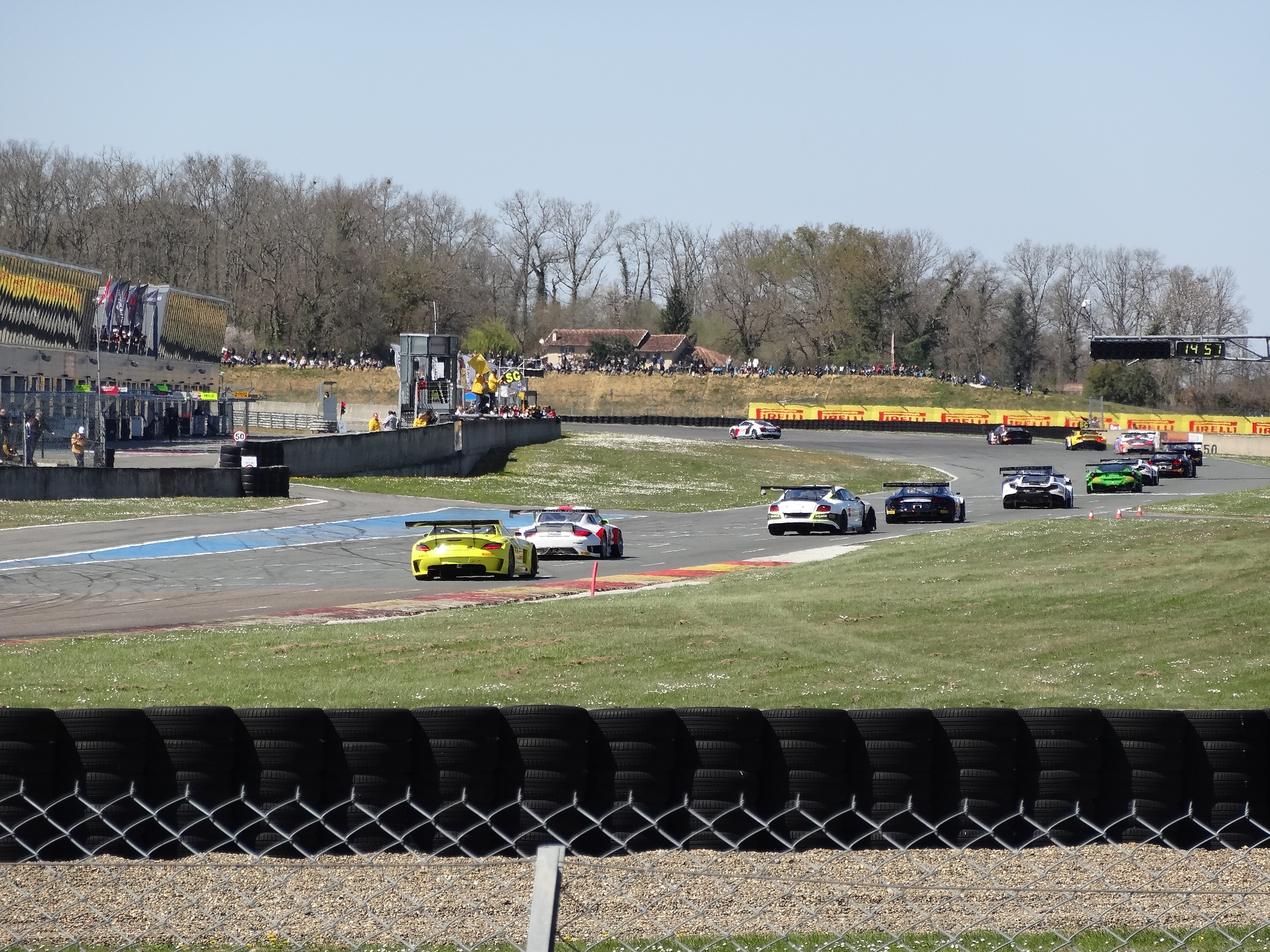
La ligne droite de départ, avec les stands et le 1er virage, lors de la course qualificative de la Blancpain Sprint Series 2015.

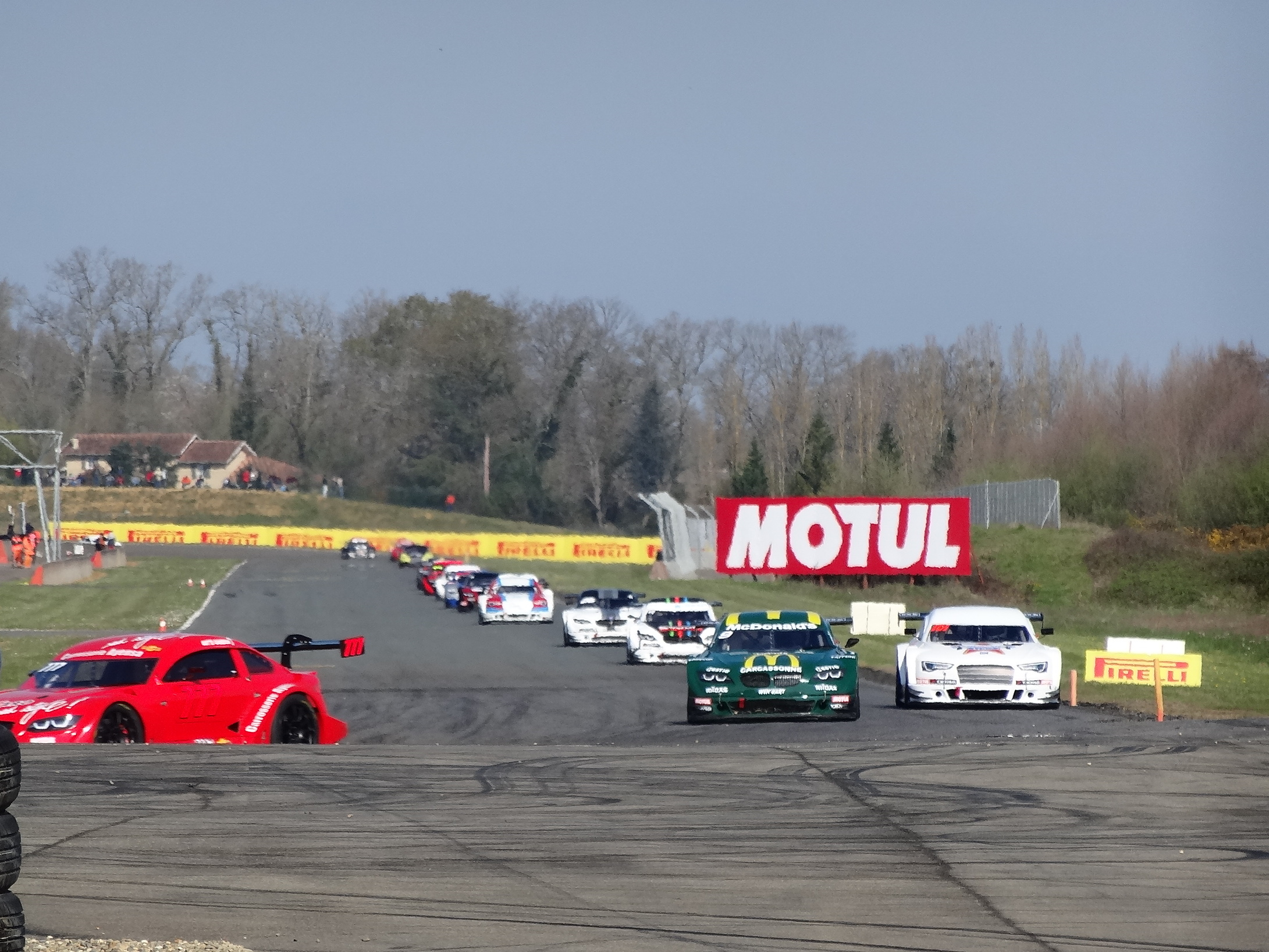
La « ligne droite de l'aérodrome », empruntée par le Supertourisme à l'occasion des Coupes de Pâques 2015.

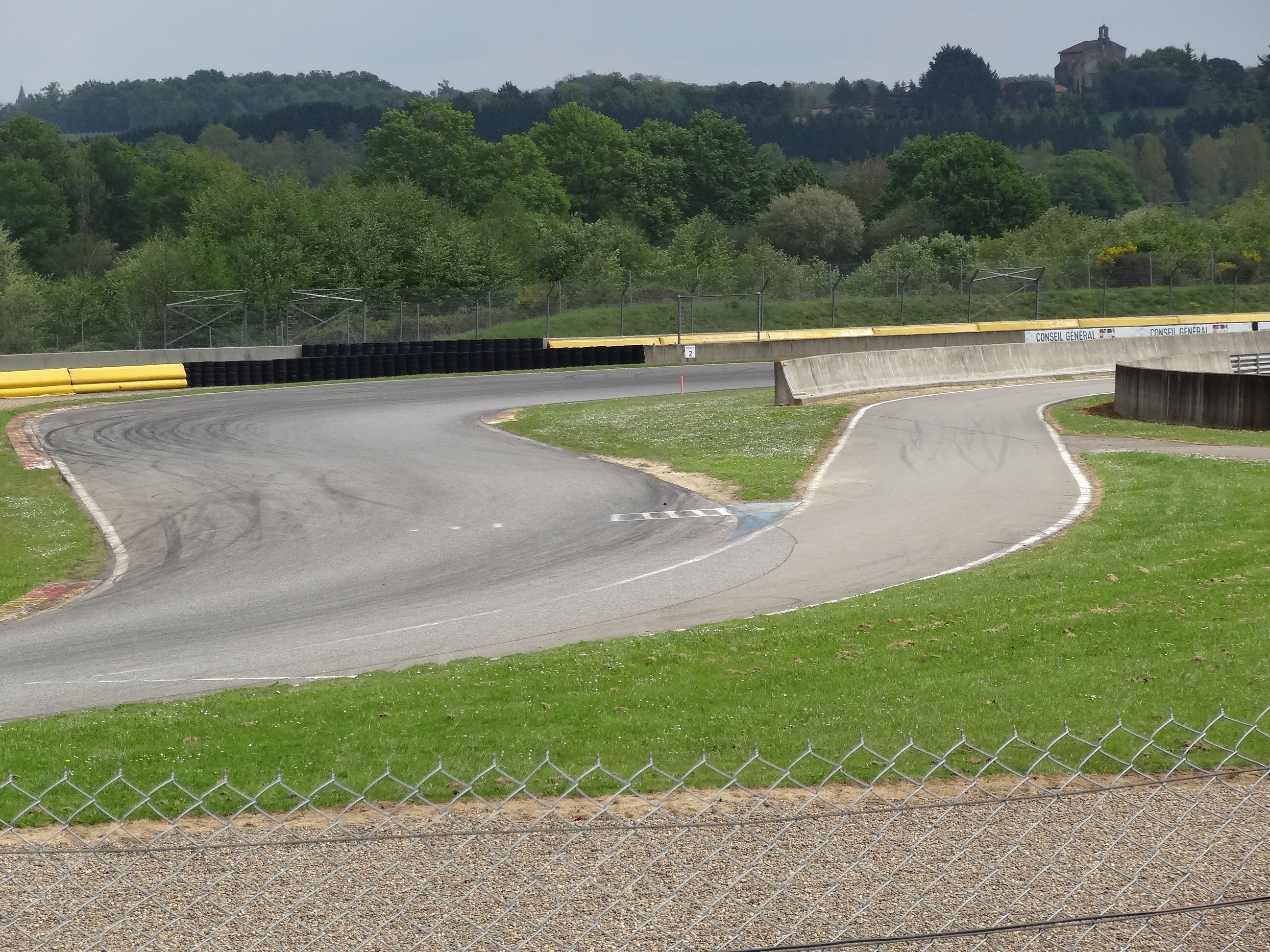
Les deux premiers virages et la sortie des stands.

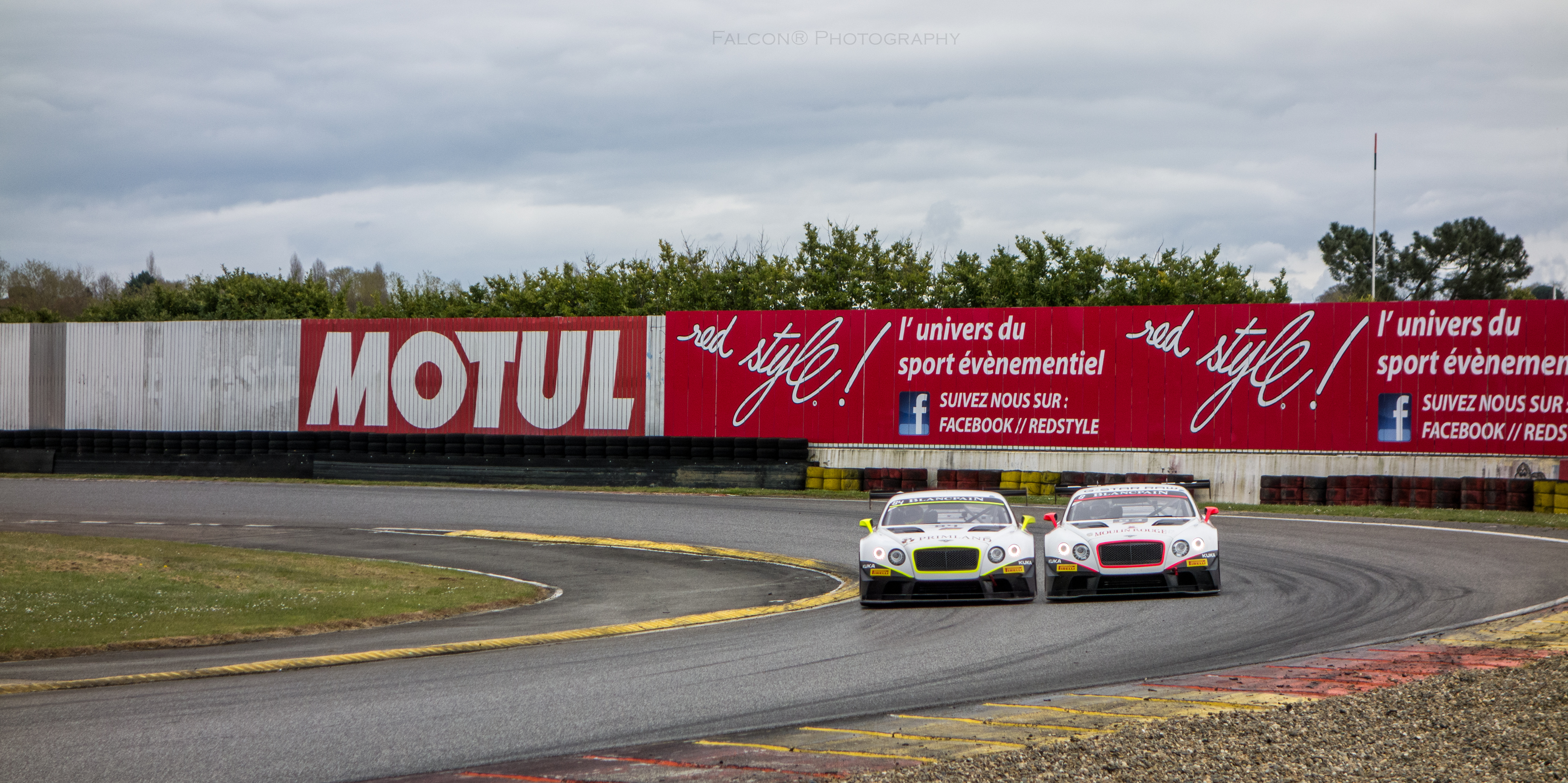
La « double courbe Claude Storez » dans le cadre des Coupes de Pâques 2015.

Le circuit de Nogaro, qui tourne en sens horaire ou "à droite", est composé de deux grandes lignes droites parallèles (ou presque) reliées par des parties sinueuses et des virages serrés.
Oblong, il occupe peu d'espace, cela étant dû notamment à l'absence d'autorisation initiale pour la construction du circuit ainsi qu'à la présence proche de la ville ainsi que de l'aérodrome de Nogaro.
Le circuit est un tracé réputé pour sa technicité et la variété de ses virages, comme le montre Soheil Ayari en déclarant que « le circuit Paul Armagnac de Nogaro est très intéressant car comme peu d'autres tracés il regroupe tous les types de virages : rapides, techniques ou pensés pour favoriser les dépassements ».
Le tracé commence avec une ligne droite suivie d'une courbe à grand rayon à gauche appelée « virage de la ferme », virage le plus rapide du circuit, qui précède le droit de Claude Fior, où se situe la sortie des stands, et le « virage de Caupenne », toujours à droite et en dévers. Ensuite on trouve une épingle à droite appelée « épingle de Caupenne » ou « l'escargot » du fait de la lenteur de passage qu'il implique, avec plusieurs points de corde, suivie d'une autre épingle à gauche. Puis les pilotes ré-accélèrent dans la « courbe de l'aviation » et prennent la « ligne droite de l'aérodrome », parallèle à la ligne droite de départ/arrivée, qui mesure plus de 900 mètres et qui se dirige vers l'aérodrome local, d'où son nom. C'est sur cette ligne droite où sont généralement atteintes les vitesses les plus élevées. Les pilotes abordent ensuite une épingle serrée impliquant un freinage important, l'« épingle de l'école », qui est légèrement relevée. Une fois sortis de l'épingle et après le virage n°8, un droit se passant à fond, ils prennent deux virages à gauche, le « virage Roger Dubois » puis la « courbe Henri Oreiller », virage à grand rayon et ce depuis son resserrement afin d'offrir une plus grande zone de dégagement. Après le passage sous la passerelle Dunlop, on emprunte le virage suivant, la « double courbe Claude Storez », abordée doucement avant la ré-accélération sur l'ancienne ligne droite d'arrivée. Enfin, les pilotes arrivent sur une double courbe droite-gauche, appelée « S du lac » en raison de la présence d'un lac à proximité, aujourd'hui disparu.
Le circuit compte ainsi 14 virages (voire 15 si l'on tient compte du léger coude après la passerelle Dunlop), soit 5 à gauche (ou 6) et 9 à droite. Il peut aussi se diviser en deux circuits indépendants, une partie nord ainsi qu'une partie sud, impliquant au total 5 tracés possibles.

## Infrastructures

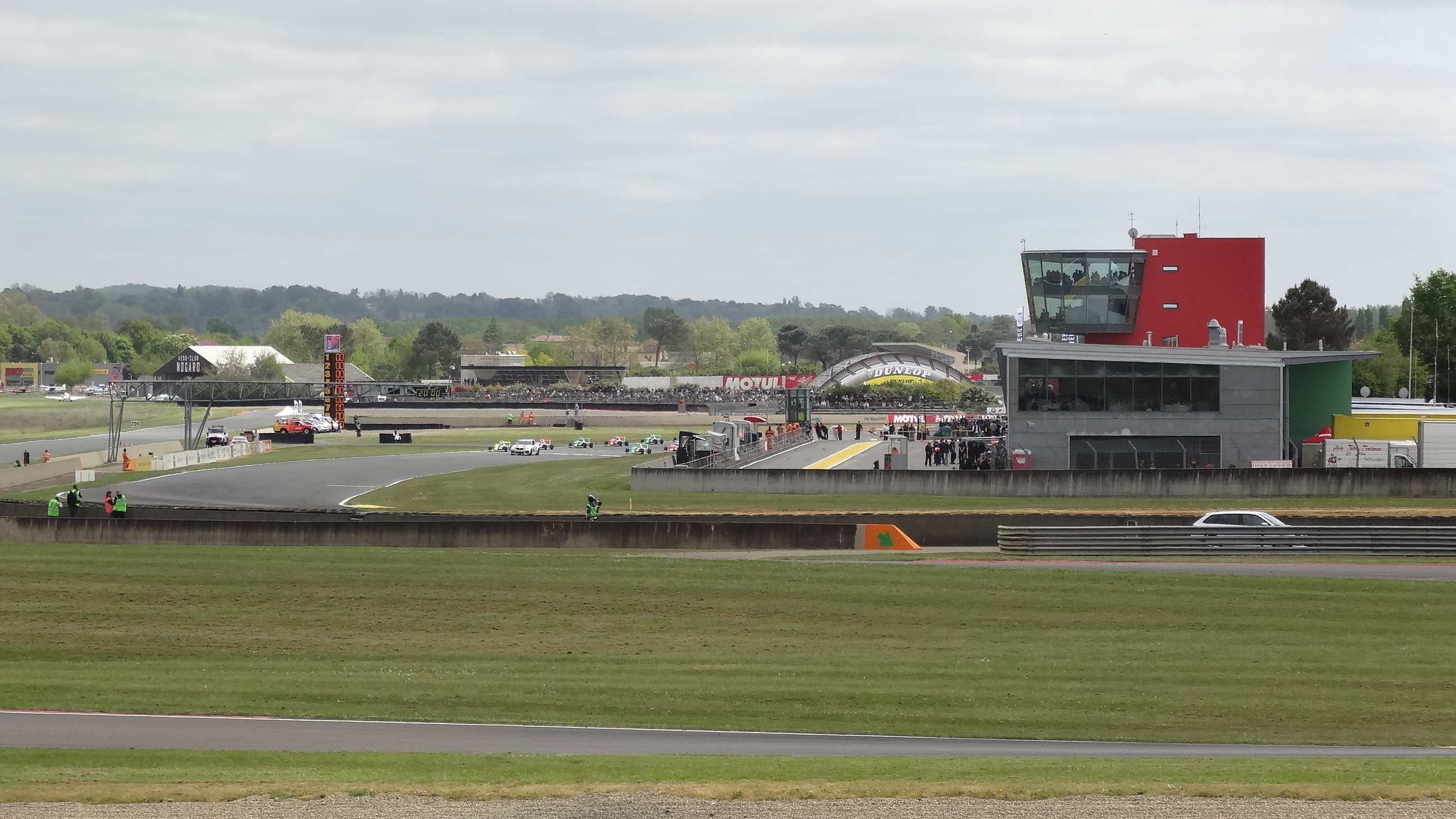
Vue d'ensemble des éléments structurants du circuit avec la ligne droite de départ/arrivée, le pylône de classement sur la gauche, le bâtiment des stands sur la droite surmonté par la tour de contrôle, ainsi que la passerelle Dunlop en arrière-plan.

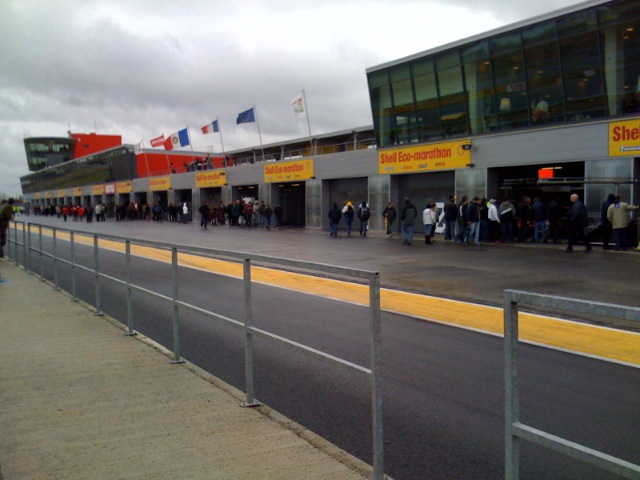
Les stands du circuit, opérationnels depuis 2007.

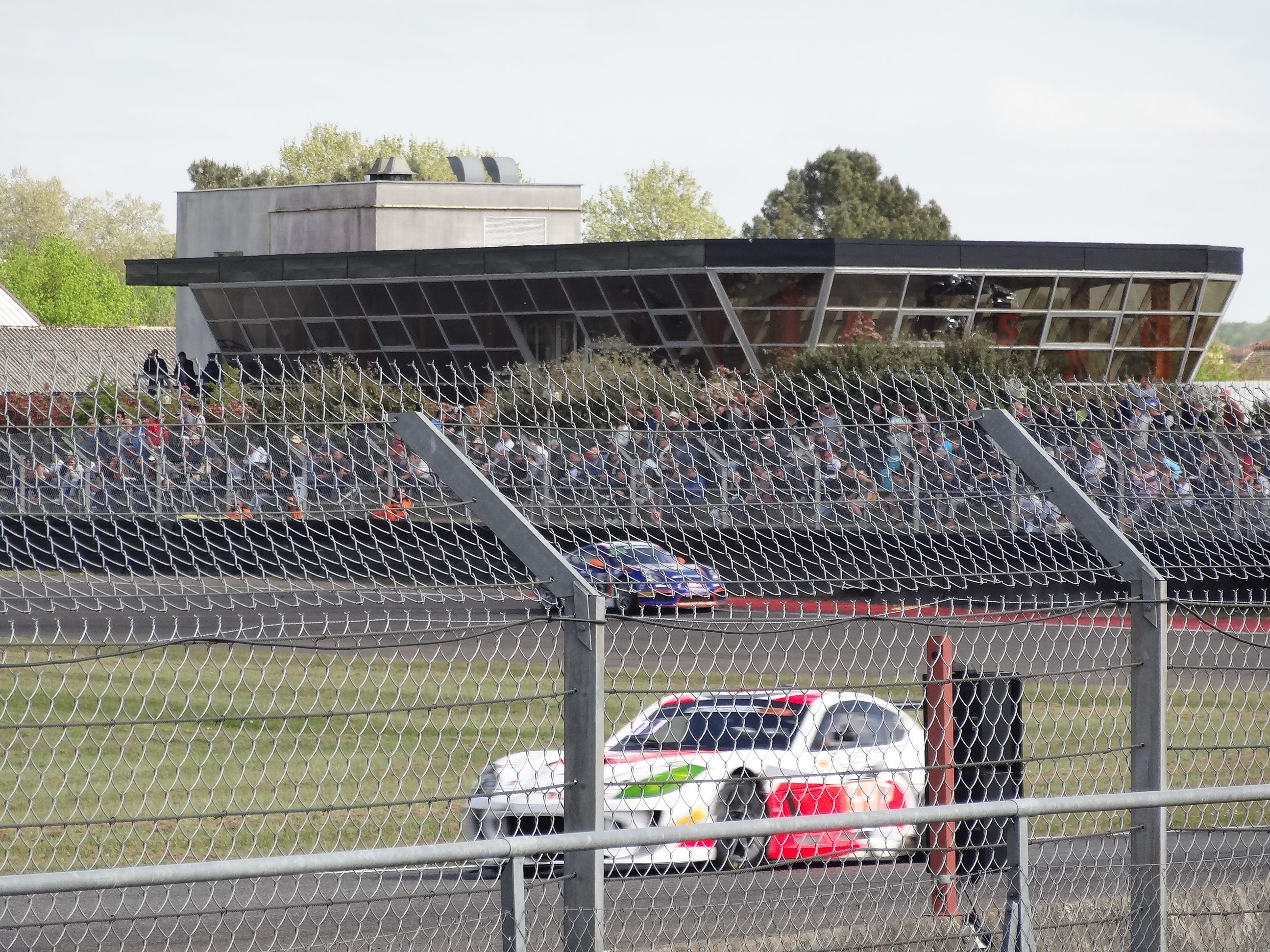
Aperçu du restaurant (au second plan).

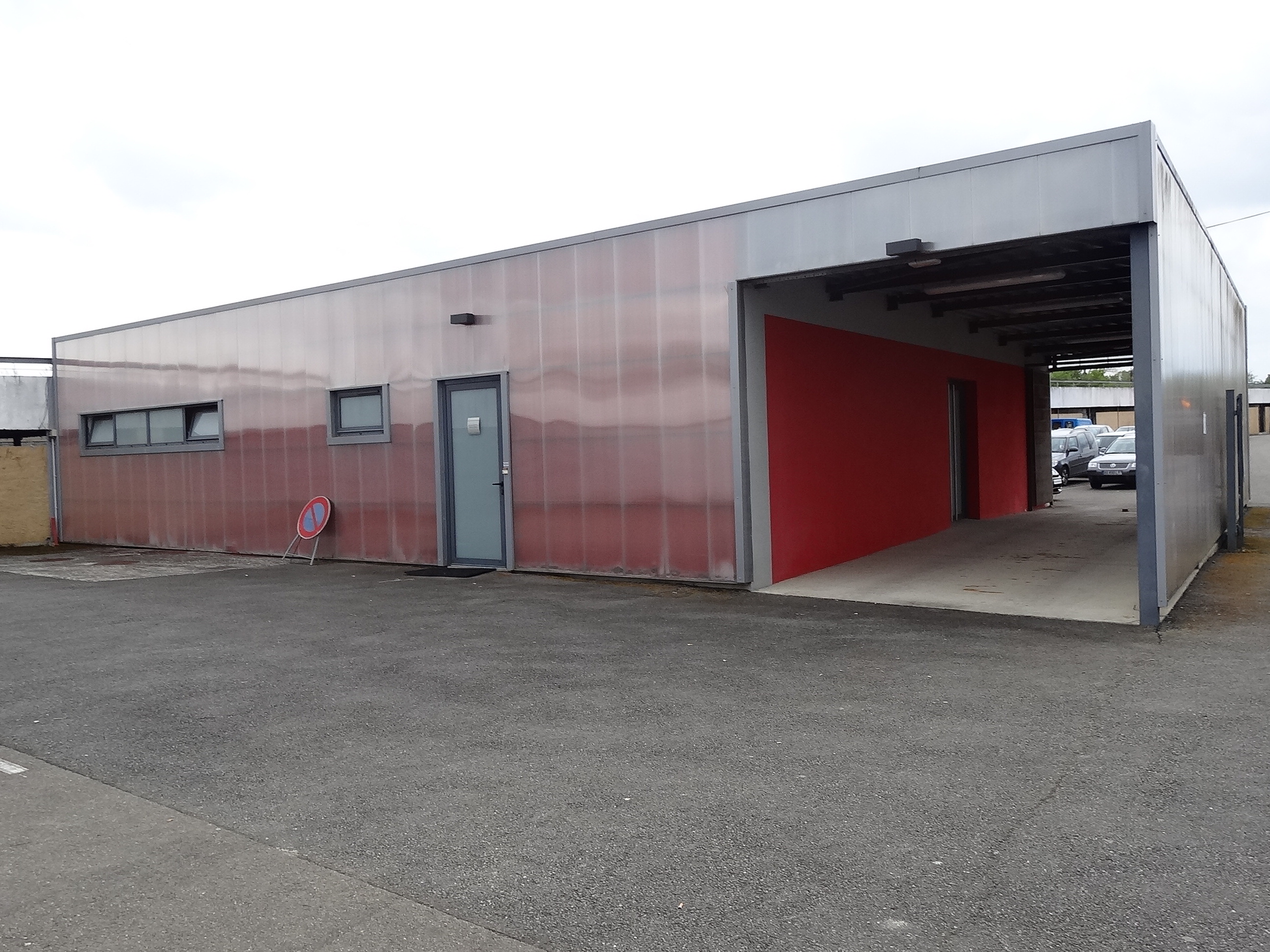
Le centre médical du circuit.

La remise aux normes en 2007 du circuit Paul Armagnac a permis la construction d’un complexe moderne, notamment le nouveau bâtiment des stands : 26 stands, salle de réception, terrasse, loges VIP, salle de presse, salle de conférence, tour de contrôle de 4 étages... Un self et un restaurant sont également présents dans un bâtiment situé au sud de l'« épingle de l'école ». Ainsi, depuis cette remise aux normes, le circuit dispose de deux lignes de stands, la nouvelle et l'ancienne, cette dernière étant conservée.
La piste est surveillée par 16 caméras à 360° de rotation.
Le circuit dispose également d'une école de pilotage nommée École Renault Elf Nogaro, qui existe depuis la création du circuit et qui propose des baptêmes et des stages avec des berlines et des monoplaces.
Les trois lignes droites du circuit sont constituées d'un revêtement drainant favorisant l'évacuation de l'eau par temps de pluie, tandis que les virages sont recouverts d'un revêtement ruflex.
La piste est bordée de plusieurs gradins pour les spectateurs, nécessaires à l'accueil d'un public d'ordinaire nombreux comme lors du Grand Prix Camion 2016, qui a attiré 40 355 spectateurs.

## Projets
Différents projets d'aménagements sont prévus pour les années à venir. Ainsi, en plus de la butte de Caupenne ouverte en 2014, une autre butte en face des stands est prévue. Également, l'accueil du public serait amélioré par l'installation d'ombrières photovoltaïques sur des zones réservées aux spectateurs. Enfin, la piste sera refaite, ce qui représentera un investissement d'un million d'euros.

## Événements

### Courses Auto

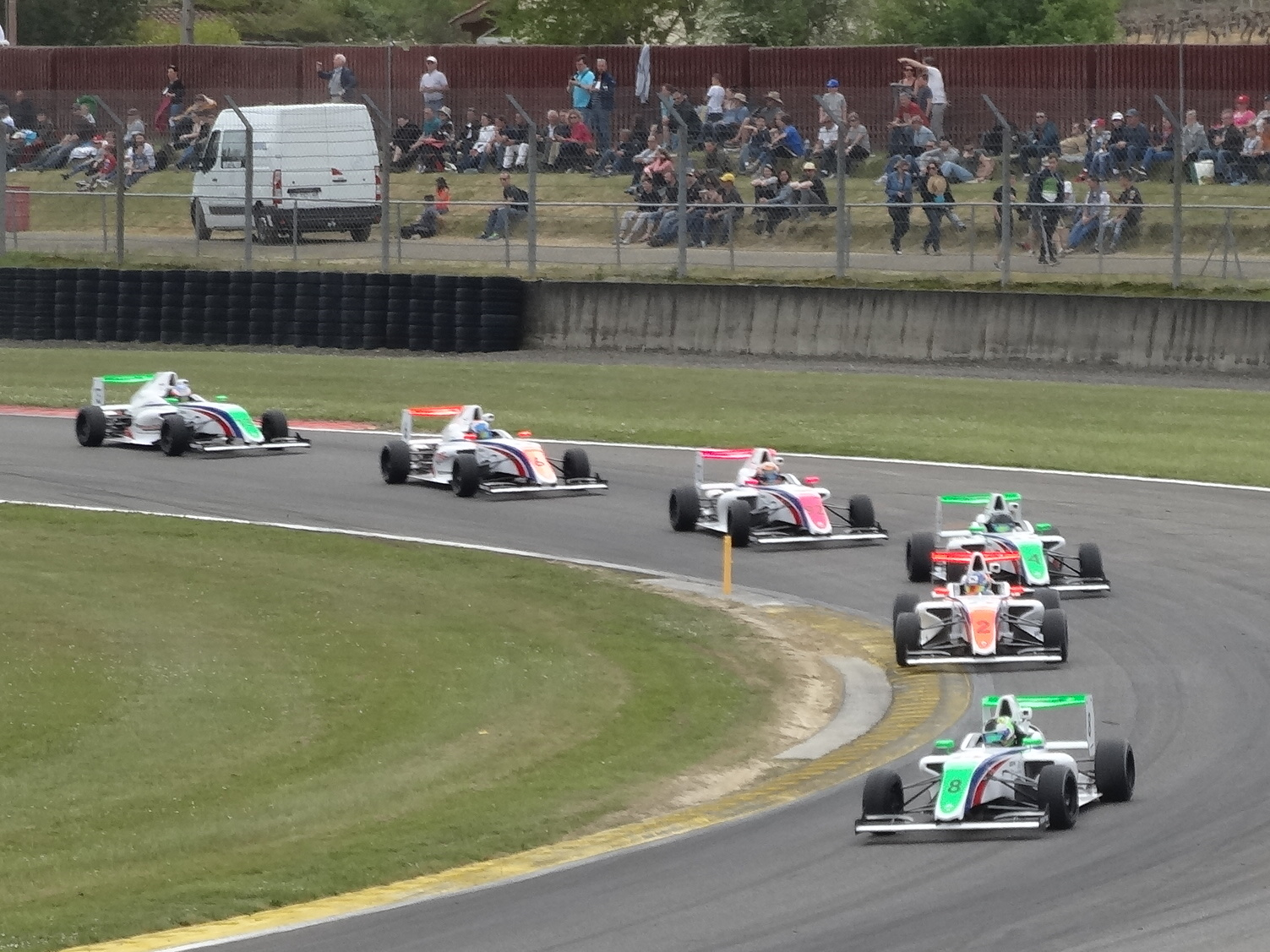
F4 France aux Coupes de Pâques.

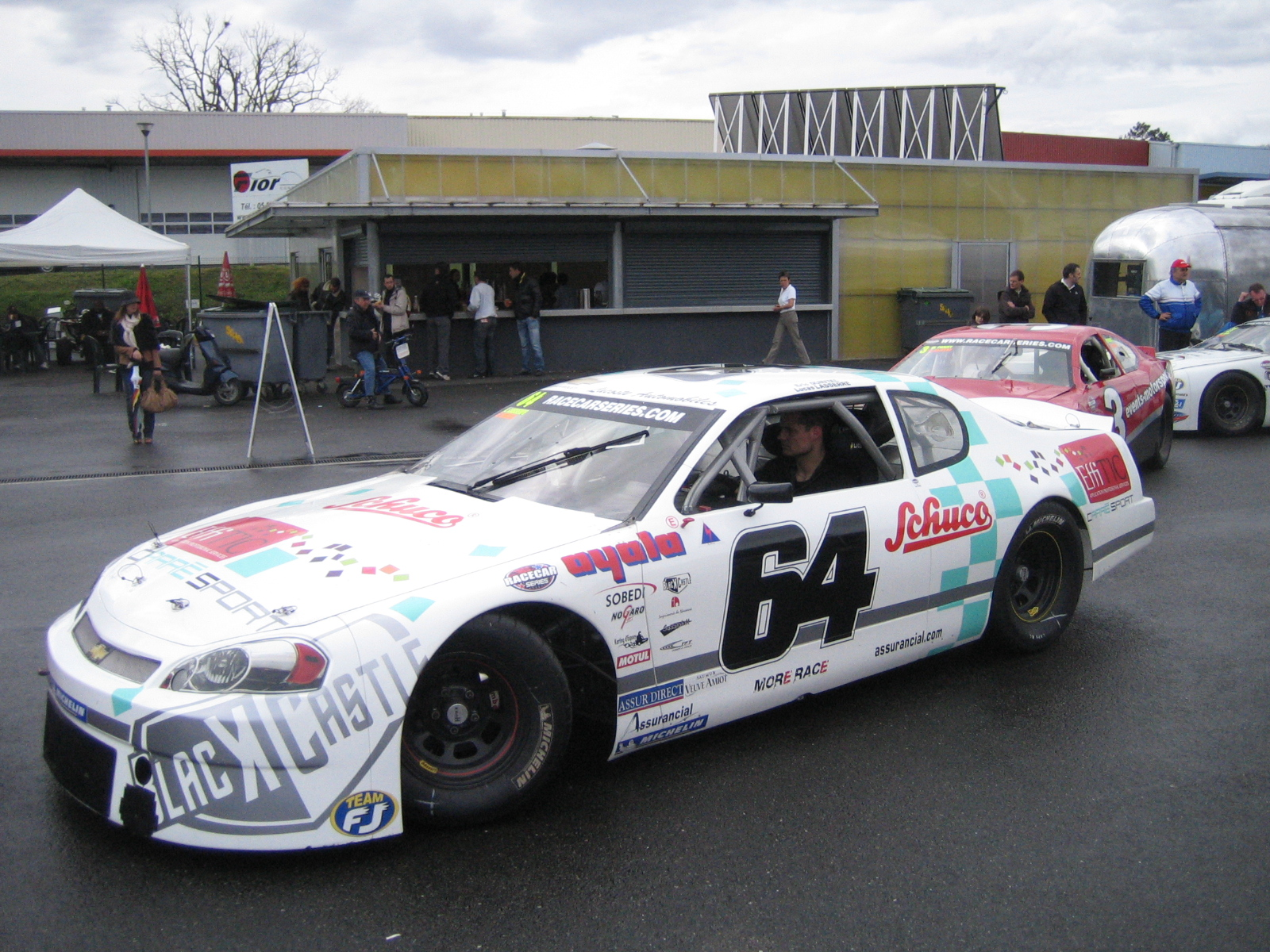
Le Whelen Euro Series en 2010.

- Les Coupes de Pâques : elles ont lieu en mars ou avril. Elles ont accueilli pendant plusieurs années les championnats nationaux tel que le Championnat de France FFSA GT ou le championnat de France de Formule Renault[27], disputés dans le cadre du GT Tour. Après le Championnat d'Europe FIA GT3, le Championnat du monde FIA GT1 en 2012 et le FIA GT Series en 2013, le circuit accueille le Blancpain Sprint Series en 2014 et 2015, avant de retrouver le Championnat de France FFSA GT à partir de 2016.
Cet événement est traditionnellement considéré en France comme le début de la saison de sport automobile. Des grands noms comme Alain Prost, Jean-Pierre Jaussaud, Jean-Pierre Jabouille et Jean Alesi les ont remportées. À noter que les Coupes de Pâques rassemblent de nombreuses courses sur trois jours, avec selon les éditions le GT4 European Series en 2014, le Whelen Euro Series de 2009 à 2013, le Championnat de France F4, la Porsche Carrera Cup France, le Championnat de France de Supertourisme, la Clio Cup France, la Peugeot Racing Cup la Mitjet 2L, la Twin'Cup, le Championnat VdeV...
- Le Grand Prix de Nogaro : il a lieu en septembre/octobre avec des championnats différents selon les années. Disputé depuis 1960 par la Formule 2, la Formule 3 et la Formule 3000, puis par le grand tourisme avec le Championnat BPR, le SuperSport Trophy et le Championnat FIA GT en 2007 et 2008, l'accent a été mis depuis quelques années sur les véhicules historiques au travers du Championnat Historique de Formule 1 FIA en 2010 et de l'Historic Tour plus récemment.

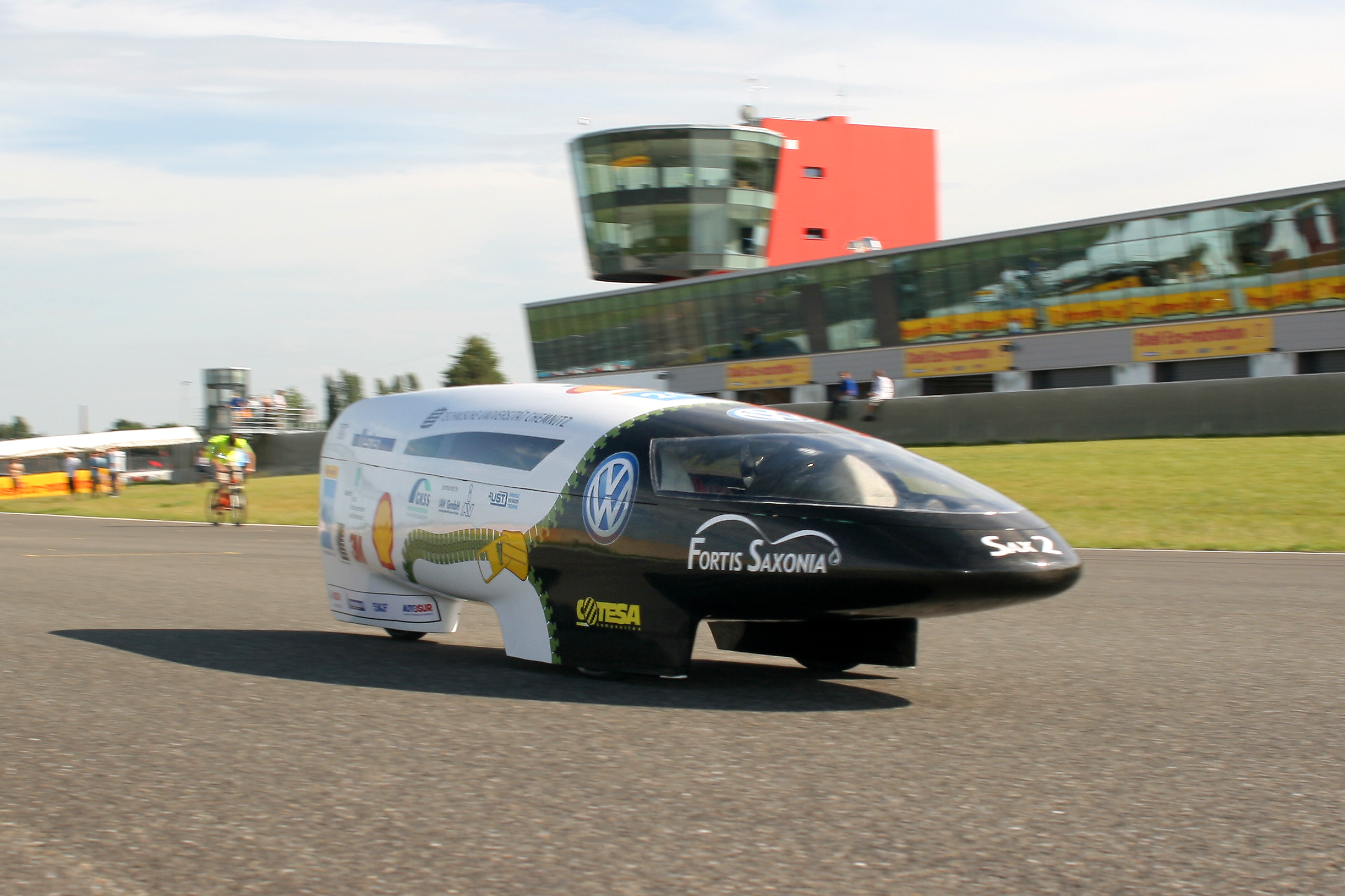
Un des prototypes de l'Éco-marathon Shell sur le circuit en 2007.

- L'Éco-marathon Shell, compétition qui a pour but de parcourir la plus grande distance avec un litre d'essence. Le record signé par l'équipe française du lycée Saint-Joseph La Joliverie de Nantes date de 2005 avec 3 800 km parcourus[18].
- Le Classic Festival : c'est un rassemblement de véhicules historiques ainsi que d'avions anciens. On y trouve des véhicules d'avant-guerre, des F1, des prototypes… Ce sont ainsi 912 voitures et 30 avions anciens qui étaient regroupés en 2015[28].
- Le Championnat de France de Drift : présent sur le circuit à partir de 2015, il se dispute sur la partie nord sinueuse du circuit. Ainsi, seule la portion s'étendant de la ligne droite de départ à la « courbe de l'aviation » est utilisée[29]. À noter que l'épreuve de drift s'effectue en présence du Motor Show Festival, un rassemblement de véhicules customisés. L'édition 2015 a compté plus de 400 véhicules de différentes catégories[29].
- À noter aussi : la Coupe de France des Circuits, les Rencontres Peugeot Sport, la Laméra Cup, le Free Racing Club, les 100 Tours Alain Fabre, les Legends Cars, les Fun Racing Cars...

### Courses Moto

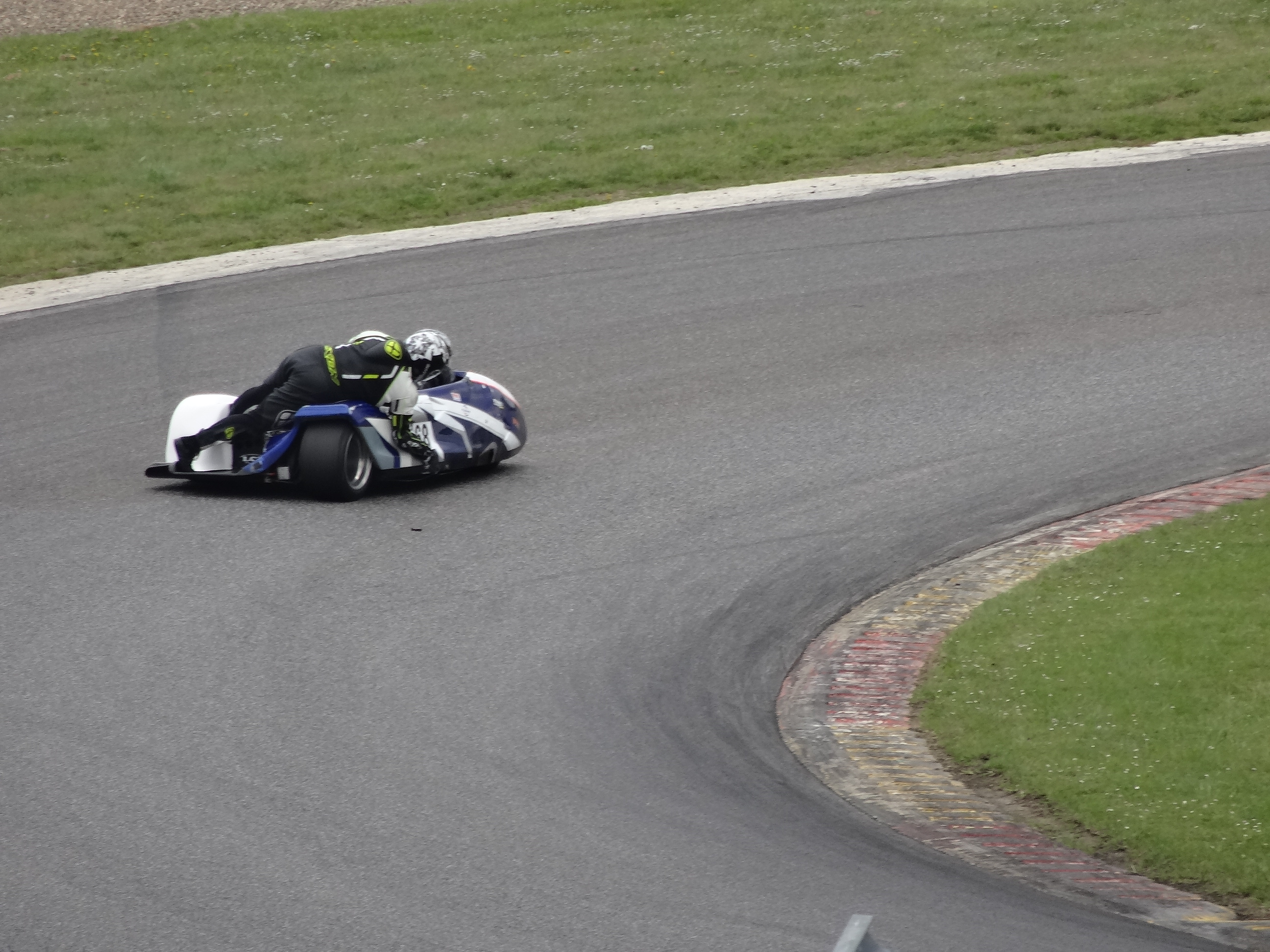
Side-car en 2016.

- Championnat de France Superbike : manche du Championnat de France Superbike qui regroupe les meilleurs pilotes au niveau français : 1 000 cm3, 600 cm3, Pirelli 600, Moto3, European Bike, Side-Car.
- Coupes de France Promosport : 1000 Promo, 600 Promo, Promo 500, Promo Découverte et VMA (Vitesse en Motos Anciennes).
- Journées Coyote, Endurance Ducati, Journées Ducati...

### Courses Camion

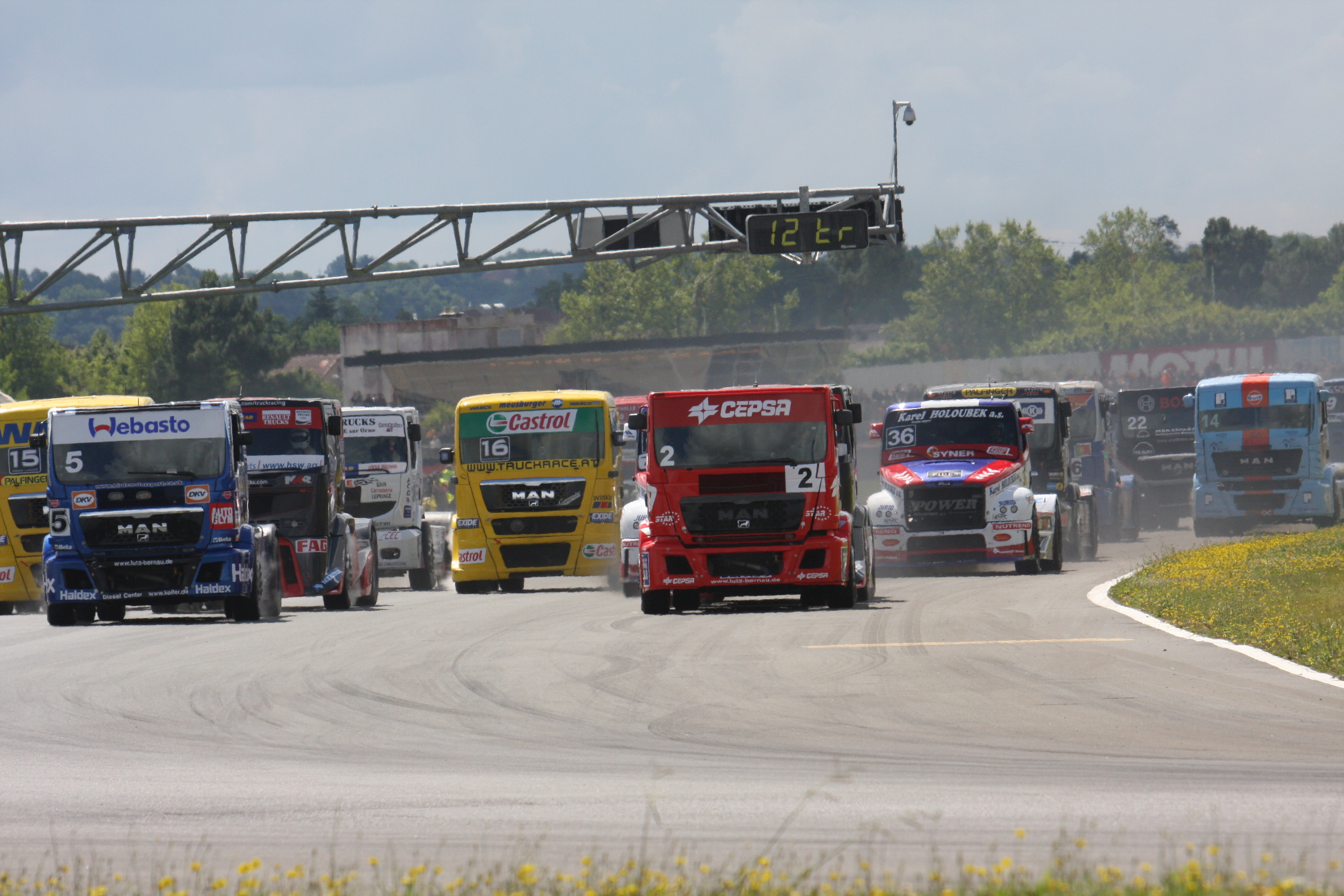
Le Grand Prix Camion en 2010.

- Le Grand Prix Camion : Une manche du Championnat d'Europe de courses de camions (Championnat régie par la FIA) y a été organisée jusqu'en 2016. 4 courses du Championnat d'Europe et 4 courses du Grand Prix de France Camion animaient alors le week-end. Dorénavant, seul l'échelon national est présent mais organisé en Championnat de France Camion. Ce dernier est accompagné par l'European Truck Challenge, l’Historique Tourisme Champion Car et par une parade de camions décorés. Il est organisé dans le courant du mois de juin.

### Courses Cyclistes
- 6 Heures de Nogaro / Critérium des Provinces : course cycliste par équipes de 2 à 4 coureurs, d'une durée de 6 heures. En plus de présenter la particularité de se dérouler sur un circuit habituellement employé pour les sports mécaniques, l'épreuve utilise les stands du circuit.
- En 1974, le circuit accueille le Critérium des As, remporté par Eddy Merckx devant Freddy Maertens[30],[31].
- Le circuit a été aussi le site d'arrivée de la dernière étape de la Route du Sud 2017 en partance de Saint-Michel[32]. C'est Thomas Scully qui s'est imposé après 154,8 km à travers le département du Gers[33],[34].
- Le 27 octobre 2022, il est annoncé que la 4e étape du Tour de France 2023 disputée le 4 juillet partira de Dax et arrivera sur le circuit[22]. Le circuit a été choisi en raison de la volonté de ses équipes et de la ville d'accueillir l'épreuve depuis 2017, ainsi que du souhait des organisateurs de la course de saluer la mémoire de Luis Ocaña, vainqueur de l'épreuve en 1973 soit cinquante ans auparavant, et qui avait installé son exploitation agricole à Caupenne-d'Armagnac, commune intégrant une partie du circuit de Nogaro, section dans laquelle sera installée la ligne d'arrivée[35],[36].

### Anciens événements
- Le Grand Prix moto de France, accueilli en 1978 et en 1982.

| Palmarès du Grand Prix moto de France à Nogaro | Palmarès du Grand Prix moto de France à Nogaro | Palmarès du Grand Prix moto de France à Nogaro | Palmarès du Grand Prix moto de France à Nogaro | Palmarès du Grand Prix moto de France à Nogaro | Palmarès du Grand Prix moto de France à Nogaro | Palmarès du Grand Prix moto de France à Nogaro |
| Saison                                         | Date                                           | 125 cm3                                        | 250 cm3                                        | 350 cm3                                        | 500 cm3                                        | Résultats                                      |
| ---------------------------------------------- | ---------------------------------------------- | ---------------------------------------------- | ---------------------------------------------- | ---------------------------------------------- | ---------------------------------------------- | ---------------------------------------------- |
| 1978                                           | 5-7 mai 1978                                   | Pier Paolo Bianchi                             | Gregg Hansford                                 | Gregg Hansford                                 | Kenny Roberts                                  | Résultats                                      |
| 1982                                           | 7-9 mai 1982                                   | Jean-Claude Selini                             | Jean-Louis Tournadre                           | Jean-François Baldé                            | Michel Frutschi                                | Résultats                                      |

- Le Challenge EducEco, compétition qui a pour but de parcourir la plus grande distance avec un litre d'essence mais qui contrairement à l’Éco-marathon Shell s'appuie également sur des objectifs de sécurité et d'innovation technologique. Cette épreuve s'est tenue sur le circuit de 2009 à 2012. Avec 10 017 kilomètres pour un litre équivalent essence, l'équipe de Polytech'Nantes a établi un record du monde lors du challenge Educeco 2012, le dernier sur ce circuit.
- Le Championnat d'Espagne de vitesse sur circuit - Tourisme.

## Environnement et accès

### Situation
Le Circuit Paul Armagnac est situé dans la partie nord de l'agglomération nogarolienne et dans la partie sud-est de la commune de Caupenne-d'Armagnac. Son environnement est dominé par la présence de différents éléments structurants : la route de Caupenne à l'ouest, le chemin Soucaret au nord, l'aérodrome à l'est et le stade municipal au sud. À l'origine, la partie nord du circuit n'est qu'une zone agricole. Celle-ci laisse place au circuit lors de son extension en 1973.
Le tracé s'épanouissant dans la plaine du Midour, il est relativement plat malgré quelques dévers ; ainsi son altitude minimale est de 93 mètres et son altitude maximale est de 99 m. Se trouvant à proximité immédiate de l'aérodrome de Nogaro, il est éloigné de 60 km de la ville de Pau, 120 km de Toulouse et 128 km de Bordeaux.
D'un point de vue urbanistique, le stade automobile se trouve au carrefour de trois ensembles distincts : l'aérodrome et le stade municipal dédié principalement au rugby à XV, tous deux déjà présents lors de l'édification de l'autodrome en 1960, ainsi que la zone industrielle ouest dite Nogaropôle. Au nord du circuit se trouve la commune de Caupenne-d'Armagnac, qui a donné son nom au « double droit de Caupenne » ainsi qu'au parking attenant créé en 2012. La partie nord du circuit se trouve d'ailleurs sur le territoire de la commune, faisant de l'autodrome une infrastructure « bicommunale ». À l'est, de l'autre côté du Midou se trouve la ligne de Port-Sainte-Marie à Riscle, ligne ferroviaire qui n'est plus exploitée de nos jours au niveau de Nogaro. Toujours à l'est, on rencontre le hameau de Bouyt, qui, étant situé sur un coteau, est visible depuis le circuit, notamment l'Église Notre-Dame de Bouit. Au sud-ouest du circuit se trouve une usine d'eau potable, tandis qu'au sud-est, à proximité de la rive du Midour, se trouve une station d'épuration.
La zone industrielle dite Nogaropôle, située à l'ouest du circuit, est pour sa part un complexe industriel qui s'étend sur 150 ha autour du circuit, faisant partie des trois pépinières d'entreprises du département reconnues par la région Midi-Pyrénées. Le Nogaropôle profite du circuit ainsi que de l'aérodrome pour accueillir des entreprises des secteurs automobile et aéronautique. Il comporte également un centre d'essais, des bureaux d'études et des centres de formation. La réussite du Nogaropôle se manifeste aujourd'hui par la production de prototypes électriques ou de véhicules utilitaires eux aussi électriques. Le projet, lancé au début des années 2000, est aujourd'hui reconnu par l'État comme un pôle d'excellence rurale et une zone d’intérêt régional par la région Midi-Pyrénées.

### Desserte en transports
Le moyen le plus utilisé pour accéder directement au circuit est l'automobile. Pour cela, il faut emprunter la « route de Caupenne » du réseau routier du département. L'accès peut également se faire par le « chemin de chêne liège », par exemple les jours de manifestations ; il permet notamment l’accès aux parkings situés au sud du circuit mis à la disposition des spectateurs. L'Autoroute de Gascogne est l'autoroute la plus proche, à une vingtaine de kilomètres du circuit par la sortie n°6 ; l'accès au circuit se poursuit par la Route départementale 931 (Route nationale 124 jusqu'à son déclassement en 2006). Les personnes présentant un handicap peuvent pour leur part stationner leur véhicule sur tous les parkings; le parking situé derrière les stands étant le plus proche de la piste.
Cependant, d'autres moyens de transport peuvent être utilisés pour se rendre au circuit. Ce dernier se trouve à proximité immédiate de l'aérodrome de la ville, dont les deux pistes (une piste bitumée longue de 1 000 mètres et une piste en herbe longue de 950 mètres) sont parallèles à la « ligne droite de l'aérodrome ». Cette infrastructure permet un accès rapide au circuit pour des personnalités notamment, à l’instar de Jean-Pierre Beltoise et Henri Pescarolo en mars 2001. Avec Christophe Dechavanne entre autres, ils eurent même l'occasion d'accéder au circuit directement sur celui-ci, en utilisant la « ligne droite de l'aérodrome » pour décoller ou atterrir.
Quotidiennement, la ville de Nogaro est desservie par la ligne 934 entre Auch et Mont-de-Marsan du réseau de bus exploité par Keolis Gascogne.
Le circuit est également approchable par un itinéraire pédestre puisque Nogaro se situe sur la via Podiensis du pèlerinage de Saint-Jacques-de-Compostelle (sur l'itinéraire entre Manciet et Barcelonne-du-Gers).

## Galerie

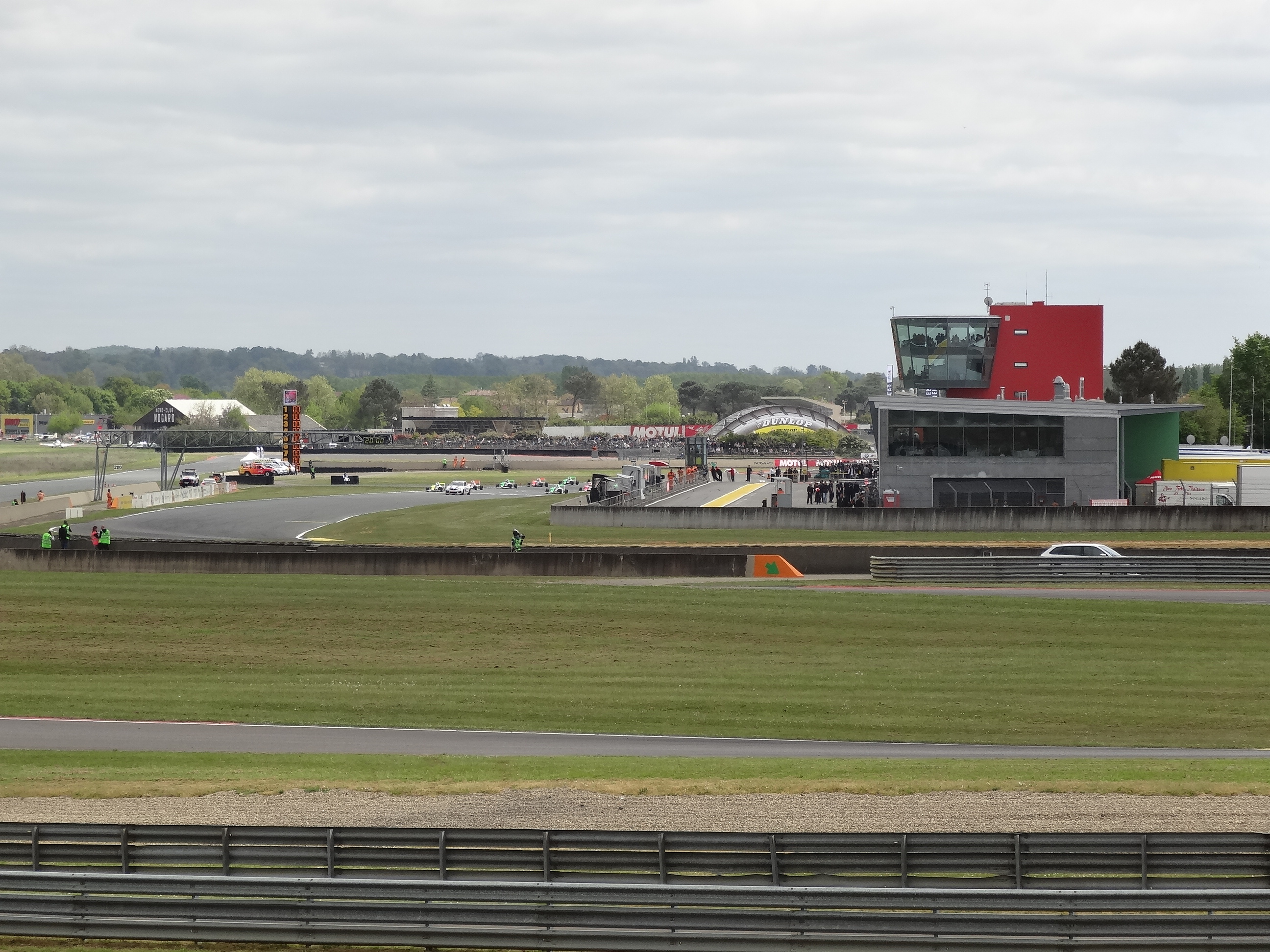
Vue du circuit depuis la butte de Caupenne.
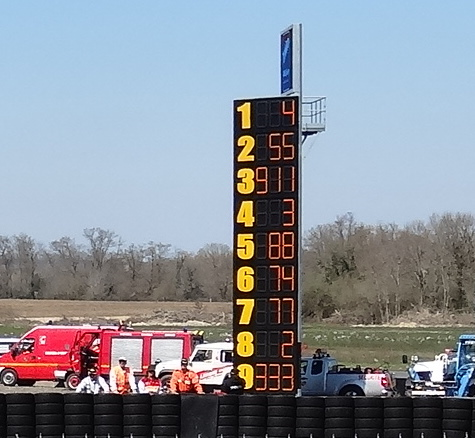
Le totem de classement du circuit.
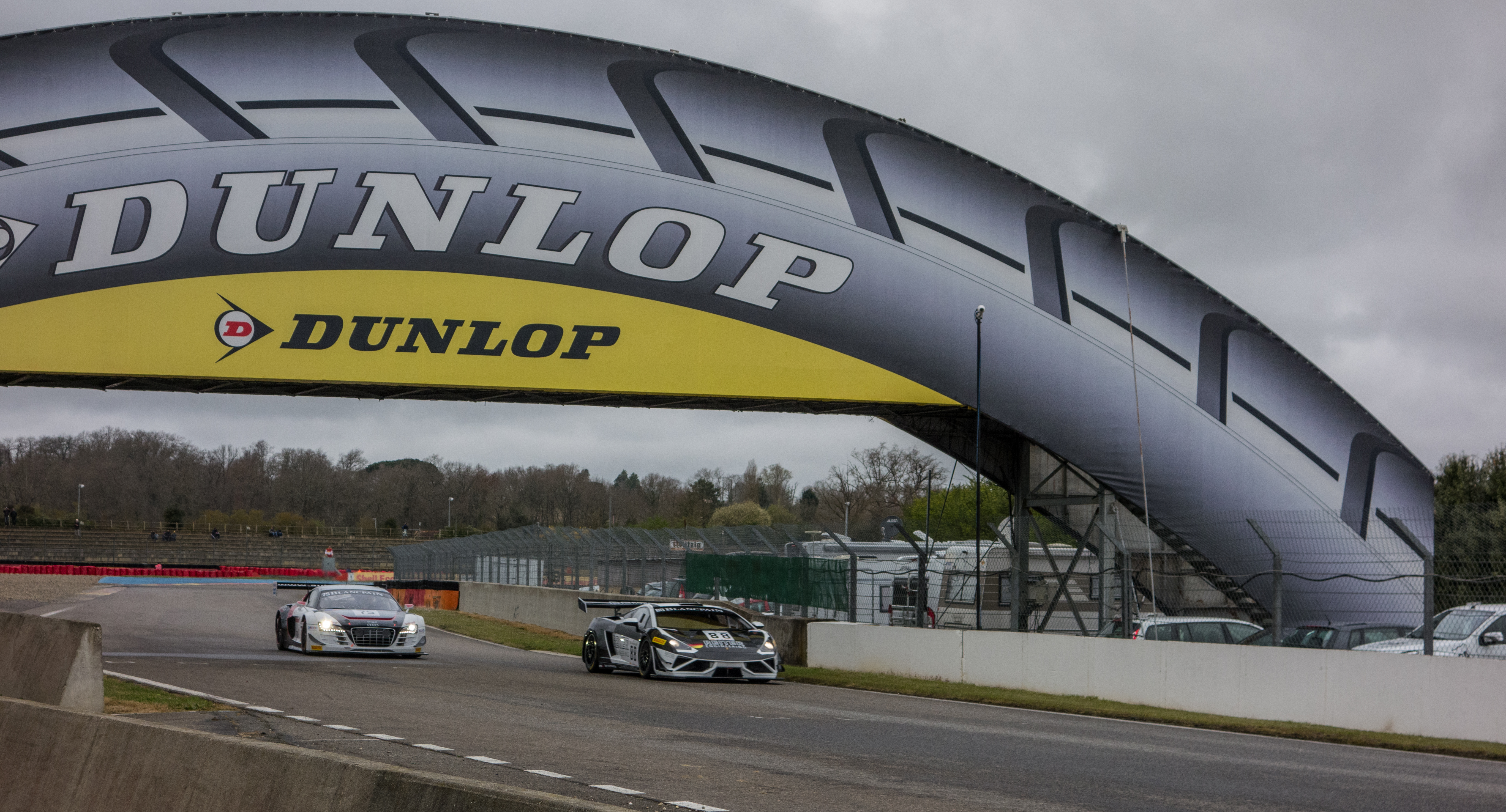
La passerelle Dunlop.
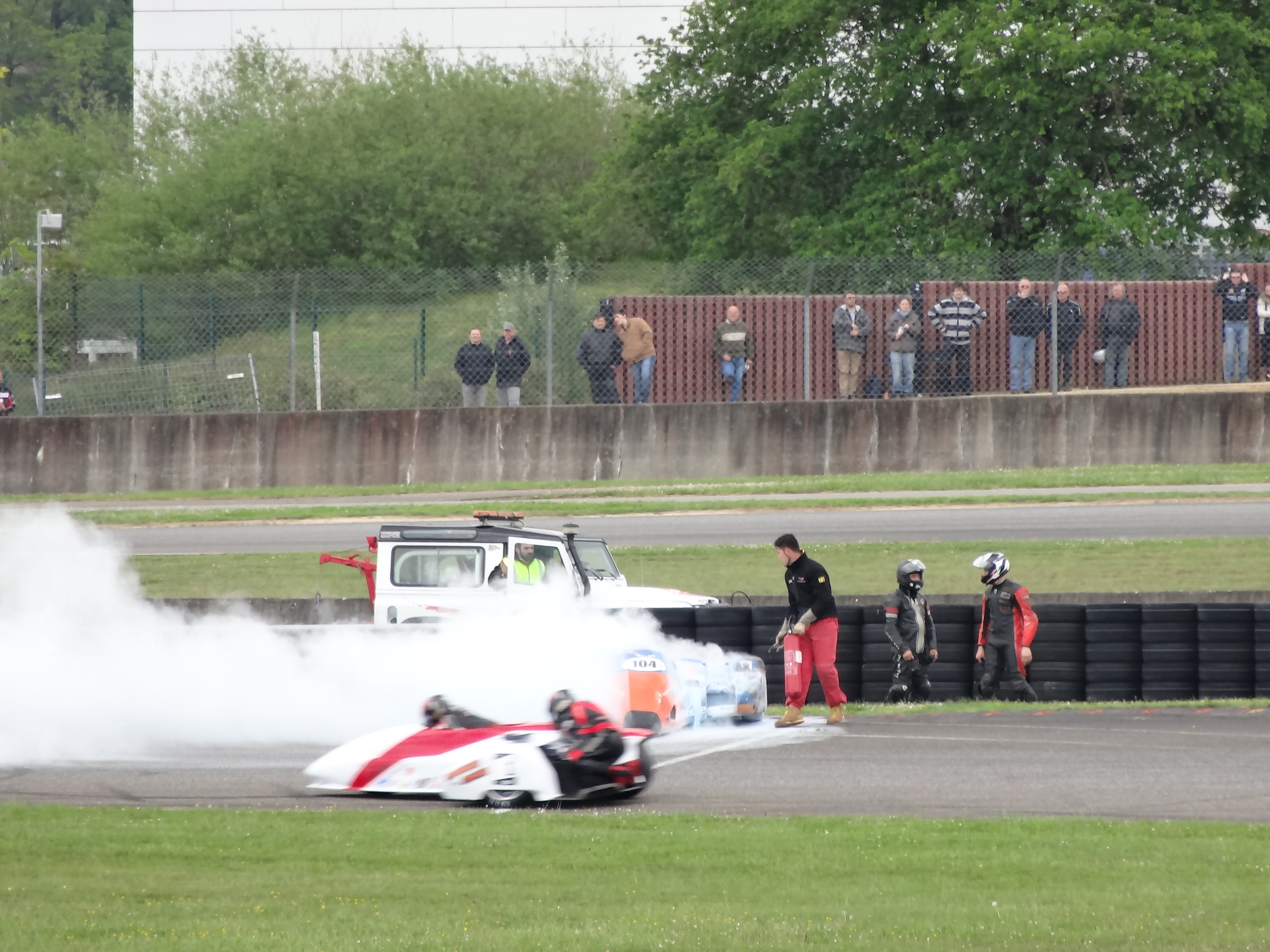
Traitement d'un incendie.
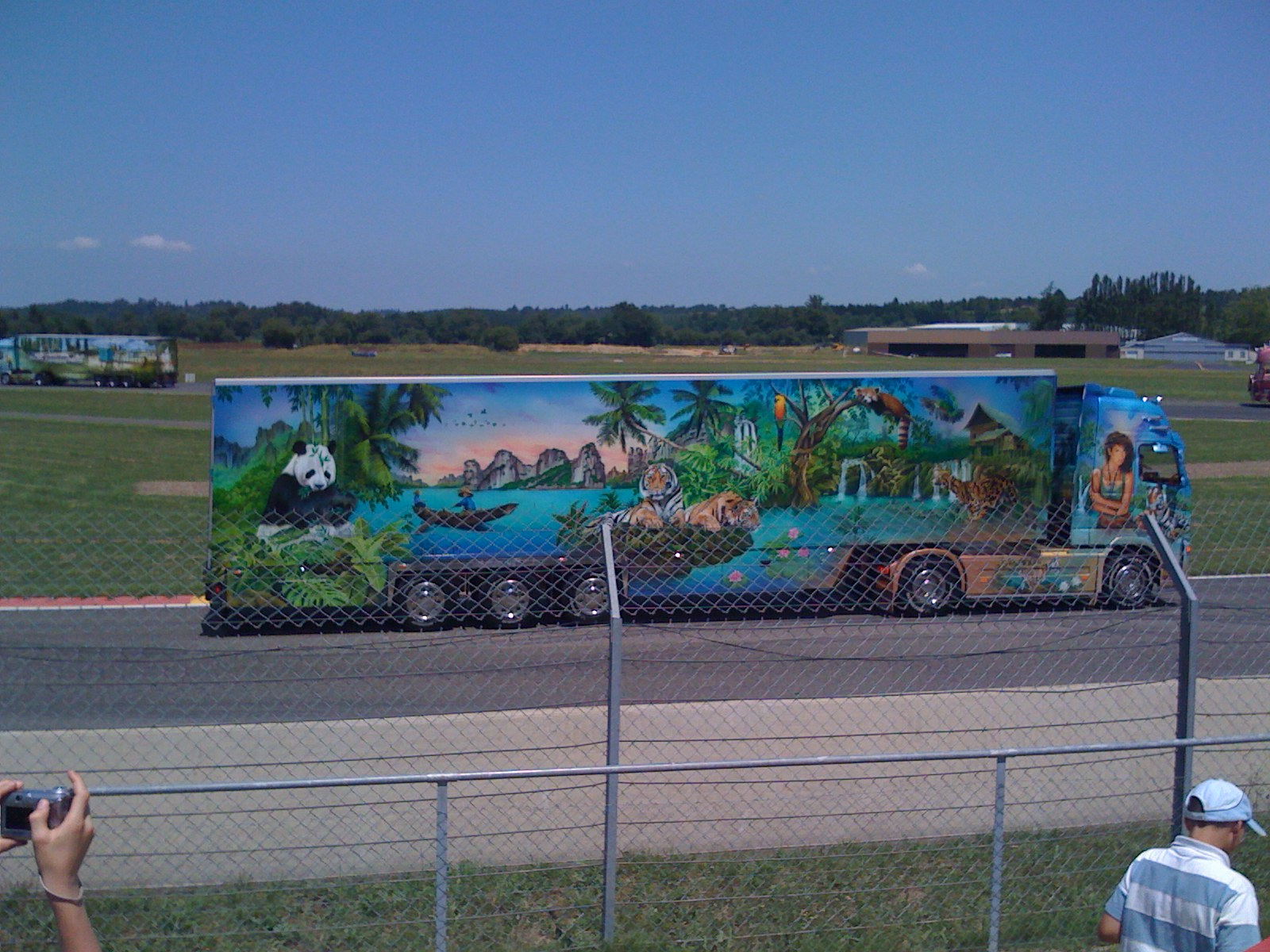
Parade de camions.

## Record du Tracé
| Catégorie      | Temps          | Pilote           | Voiture          | Année |
| -------------- | -------------- | ---------------- | ---------------- | ----- |
| Grand Tourisme |                |                  |                  |       |
| GT3            | 1 min 24 s 732 | Stéphane Ortelli | Audi R8 LMS GT3  | 2015  |
| GT4            | 1 min 31 s 246 | Jim Pla          | Mercedes-AMG GT4 | 2020  |
| Tourisme       |                |                  |                  |       |
| TC             | 1 min 35 s 811 | Florian Briche   | Peugeot 308 RC   | 2021  |